# Praesagittifera naikaiensis
Praesagittifera naikaiensis är en plattmaskart som först beskrevs av Yamasu 1982.  Praesagittifera naikaiensis ingår i släktet Praesagittifera och familjen Convolutidae. Inga underarter finns listade i Catalogue of Life.